# 金谷フサ
金谷 フサ（かなや フサ、1921年〈大正10年〉3月3日 - 1986年〈昭和61年〉12月16日）は、日本のアイヌ文化伝承者、アイヌ音楽家。母は同じくアイヌ文化伝承者の藤山ハルであり、母の跡を継いで、樺太アイヌの文化保存に努めた。

## 経歴
樺太西海岸ライチㇱカで、藤山ハルの長女として誕生した。幼少時より、樺太アイヌの伝統楽器であるトンコリや、旧来の歌謡に触れた経験を持っていた。
1947年（昭和22年）に樺太から引き揚げて北海道へ渡り、函館市を経て、常呂郡常呂町へ転居した。この常呂町で、母ハルの指導のもとで、樺太アイヌの芸能を受け継いだ。
1960年代には紋別市の「もんべつ流氷まつり」、旭川市の「旭川アイヌ祭り」、北海道外でも東京の国立劇場の民俗芸能公演などに、母や他のアイヌたちと共に出演した。昭和40年（1965年）前後には、妹の白川八重子と共に、紋別の民謡酒場に勤めていた。
1974年（昭和49年）に母が死去した後、樺太アイヌとしての自覚が強くなり、衣装、舞踊、料理、楽器など、アイヌ文化の伝承の活動を開始した。またトンコリの製作と演奏を通して、文化の守り手として、長年にわたって活動を続けた。少女時代から和人の中で生活していたために、アイヌ語の知識は少なかったが、音楽、舞踊、料理、手芸などは、優れた技能の持ち主であった。1978年（昭和53年）には、夫の金谷栄二郎らと共に、トンコリのレコードを発売した。
伝統楽器であるトンコリの復活や後進の育成などの活動が認められたことで、1979年（昭和54年）10月、妹と共にエイボン女性年度賞（アイヌ文化伝統芸術賞）を受賞した。
その後も、フサの知る樺太アイヌの文化を伝承と保存を目的として、フサを中心とした常呂町民十数人により、「常呂町樺太アイヌ文化保存会」が結成された。フサが理事を務め、樺太アイヌの古式舞踊、衣装制作、料理を中心に活動が続けられた。考古学者の宇田川洋もまた、この会でフサからトンコリを学んだ。
1986年（昭和61年）12月、心筋梗塞のため、65歳で死去した。フサしか知らない樺太アイヌの着物、特に下着の製作が、アイヌ文化保存会の仕事として進められている矢先の急逝であった。
宇田川洋は、伝承者が不在であれば文化が途絶えるとして、「フサさんが亡くなったことは、えらいことなんですよ」と語っていた。夫の金谷栄二郎は存命であったものの、目立った活動が少なくなり、1990年代にアイヌ音楽が注目されるまで、文化保存活動は停滞の時期を迎えることとなった。

## 著作
- 『聞き書 アイヌの食事』農山漁村文化協会〈日本の食生活全集〉、1992年11月。ISBN 978-4-540-92004-2。（萩中美枝らとの共著）